# Johan Frederik Sehested
Johan Frederik Sehested (født ca. 1724 i Frederikshald, død 10. juni 1785 i København) var en dansk officer og godsejer.
Han var søn af Knud Gyldenstierne Sehested og herre til Tose, Laverød (i Borge, fra 1754) og Høgholm (fra 1766). Han blev 1738 kornet ved Friis' gevorbne Rytterregiment, 1742 forsat til Hestgarden, 1745 karakteriseret og 1746 virkelig sekondløjtnant, 1750 sekondmajor ved 1. søndenfjeldske nationale Dragonregiment, 1752 premiermajor, 1756 forsat til 2. fynske Kyrasserregiment, 1757 karakteriseret oberstløjtnant, 1759 karakteriseret oberst og samme år oberst og chef for 3. søndenfjeldske nationale Dragonregiment, 1763 for slesvigske Kyrasserregiment, 1772 generalmajor, blev 1776 hvid ridder og 1785 generalløjtnant.
Han var gift med Pouline Fabritius de Tengnagel (1736-1819), datter af Michael Fabritius og Anna Maria Fabritius. Han var far til Johan Frederik Gyldenstierne Sehested.